# Trioceros

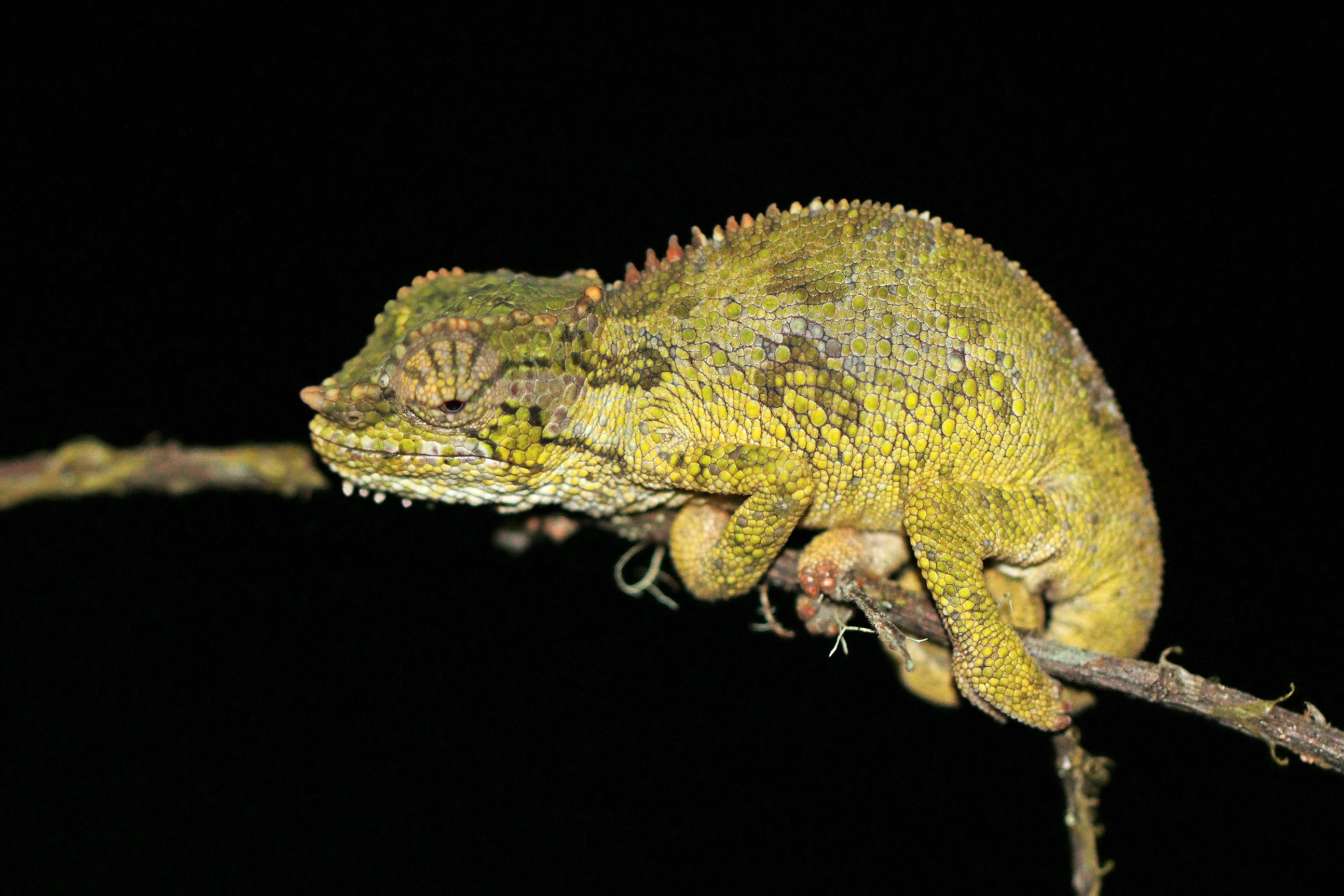
Trioceros balebicornutus, Ethiopië.

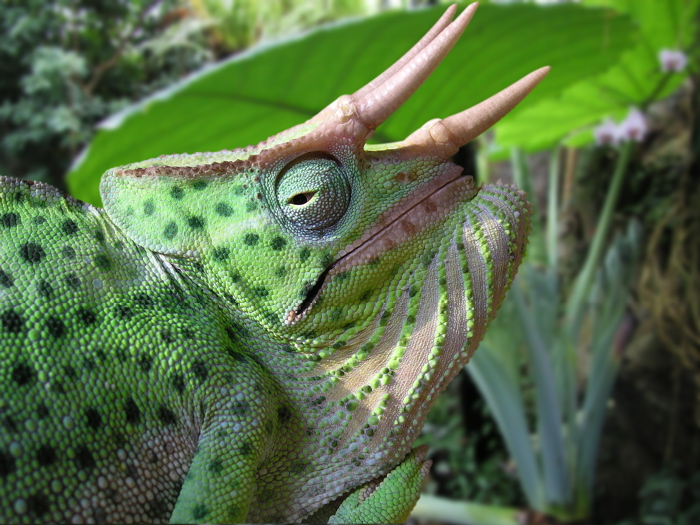
Trioceros deremensis, Tanzania.

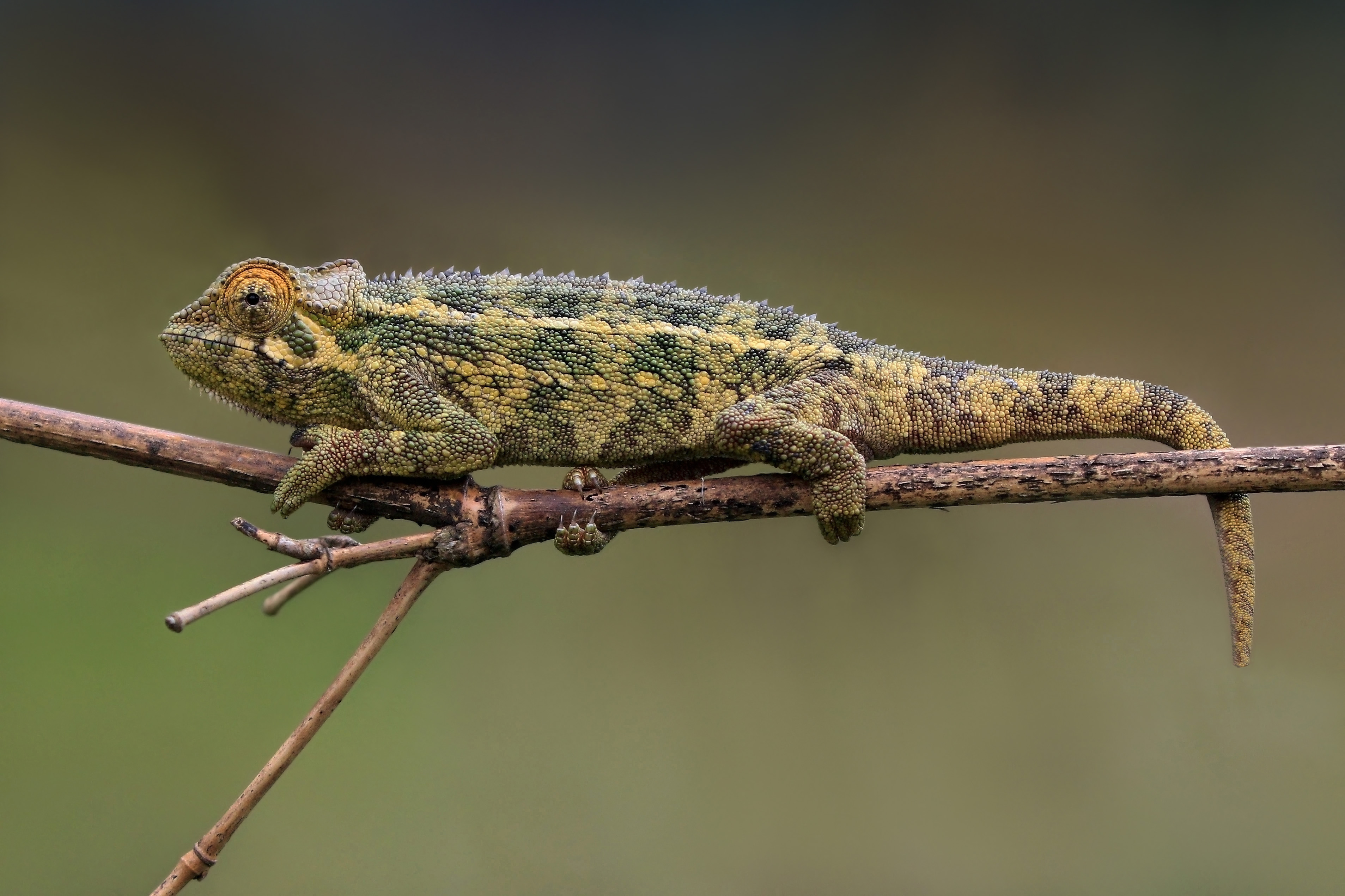
Trioceros rudis, Rwanda.

Trioceros is een geslacht van hagedissen uit de familie kameleons (Chamaeleonidae).

## Naam en indeling
De wetenschappelijke naam van de groep werd voor het eerst voorgesteld door William Swainson in 1839. Veel soorten werden eerder tot het geslacht van de echte kameleons (Chamaeleo) gerekend. De wetenschappelijke geslachtsnaam Trioceros betekent vrij vertaald 'drie-hoornig', ondanks deze naam hebben niet alle soorten hoorns. De soort Trioceros cristatus heeft een grote opstaande kam op de rug en nek.
Er zijn 40 soorten, inclusief de pas in 2011 wetenschappelijk beschreven soort Trioceros kinangopensis. Vroeger werd Trioceros eisentrauti ook als een aparte soort gezien, maar tegenwoordig wordt deze kameleon als een ondersoort van Trioceros quadricornis beschouwd.

## Verspreiding en habitat
Alle soorten komen voor in delen van Afrika en leven in de landen Burundi, Centraal-Afrikaanse Republiek, Congo-Brazzaville, Congo-Kinshasa, Equatoriaal-Guinea, Ethiopië, Gabon, Ghana, Kameroen, Kenia, Malawi, Mozambique, Nigeria, Oeganda, Soedan, Somalië, Tanzania en Togo.
De habitat bestaat voornamelijk uit vochtige tropische en subtropische bossen, sommige soorten worden aangetroffen in door de mens aangepaste gebieden zoals tuinen en daarnaast komen de soorten voor in scrubland.

## Beschermingsstatus
Door de internationale natuurbeschermingsorganisatie IUCN is aan alle soorten een beschermingsstatus toegewezen. Van de soorten worden er 23 als 'veilig' beschouwd (Least Concern of LC) en acht soorten als 'gevoelig' (Near Threatened of NT). Twee soorten worden gezien als 'kwetsbaar' (Vulnerable of VU), vier soorten als 'onzeker' (Data Deficient of DD) en drie als 'bedreigd' (Endangered of EN).

## Soorten
Het geslacht omvat de volgende soorten die onderstaand zijn weergegeven, met de auteur en het verspreidingsgebied.
| Naam                                                    | Auteur                                                                 | Verspreidingsgebied                                                                                         |
| ------------------------------------------------------- | ---------------------------------------------------------------------- | --- |
| Trioceros affinis                                       | Rüppell, 1845                                                          | Ethiopië |
| Trioceros balebicornutus                                | Tilbury, 1998                                                          | Ethiopië |
| Trioceros bitaeniatus                                   | Fischer, 1884                                                          | Ethiopië, Kenia, Soedan, Oeganda, Tanzania, Congo-Kinshasa, Somalië                                         |
| Trioceros camerunensis                                  | Müller, 1909                                                           | Kameroen |
| Trioceros chapini                                       | de Witte, 1964                                                         | Congo-Kinshasa, Gabon                                                                                       |
| Trioceros conirostratus                                 | Tilbury, 1998                                                          | Soedan, Oeganda                                                                                             |
| Trioceros cristatus                                     | Stutchbury, 1837                                                       | Equatoriaal-Guinea, Kameroen, Centraal-Afrikaanse Republiek, Congo-Brazzaville, Gabon, Nigeria, Ghana, Togo |
| Trioceros deremensis                                    | Matschie, 1892                                                         | Tanzania |
| Trioceros ellioti                                       | Günther, 1895                                                          | Burundi, Kenia, Soedan, Rwanda, Tanzania, Oeganda, Congo-Kinshasa                                           |
| Trioceros feae                                          | Boulenger, 1906                                                        | Equatoriaal-Guinea                                                                                          |
| Trioceros fuelleborni                                   | Tornier, 1900                                                          | Tanzania |
| Trioceros goetzei                                       | Tornier, 1899                                                          | Tanzania, Malawi                                                                                            |
| Trioceros hanangensis                                   | Krause & Böhme, 2010                                                   | Tanzania |
| Trioceros harennae                                      | Largen, 1995                                                           | Ethiopië |
| Trioceros hoehnelii                                     | Steindachner, 1891                                                     | Kenia, Oeganda                                                                                              |
| Trioceros incornutus                                    | Loveridge, 1932                                                        | Tanzania |
| Ituri-kameleon (Trioceros ituriensis)                   | Schmidt, 1919                                                          | Congo-Kinshasa                                                                                              |
| Oost-Afrikaanse driehoornkameleon (Trioceros jacksonii) | Boulenger, 1896                                                        | Kenia, Tanzania, geïntroduceerd in de Verenigde Staten                                                      |
| Trioceros johnstoni                                     | Boulenger, 1901                                                        | Burundi, Rwanda, Oeganda, Congo-Kinshasa                                                                    |
| Trioceros kinangopensis                                 | Stipala, Lutzmánn, Malonza, Wilkinson, Godley, Nyamache & Evans, 2012  | Kenia |
| Trioceros kinetensis                                    | Schmidt, 1943                                                          | Soedan |
| Trioceros laterispinis                                  | Loveridge, 1932                                                        | Tanzania |
| Trioceros marsabitensis                                 | Tilbury, 1991                                                          | Kenia |
| Mellers kameleon (Trioceros melleri)                    | Gray, 1865                                                             | Malawi, Mozambique, Tanzania                                                                                |
| Bergkameleon (Trioceros montium)                        | Buchholz, 1874                                                         | Kameroen |
| Trioceros narraioca                                     | Nečas, Modrý & Šlapeta, 2003                                           | Kenia |
| Trioceros ntunte                                        | Nečas, Modrý & Šlapeta, 2005                                           | Kenia |
| Trioceros nyirit                                        | Stipala, Lutzmánn, Malonza, Borghesio, Wilkinson, Godley & Evans, 2011 | Kenia |
| Trioceros oweni                                         | Gray, 1831                                                             | Equatoriaal-Guinea, Angola, Kameroen, Congo-Kinshasa, Gabon, Nigeria, Centraal-Afrikaanse Republiek         |
| Trioceros perreti                                       | Klaver & Böhme, 1992                                                   | Kameroen |
| Trioceros pfefferi                                      | Tornier, 1900                                                          | Kameroen |
| Trioceros quadricornis                                  | Tornier, 1899                                                          | Kameroen, Nigeria                                                                                           |
| Trioceros rudis                                         | Boulenger, 1906                                                        | Burundi, Rwanda, Oeganda, Kenia, Congo-Kinshasa, Soedan                                                     |
| Trioceros schoutedeni                                   | Laurent, 1952                                                          | Rwanda, Congo-Kinshasa                                                                                      |
| Trioceros schubotzi                                     | Sternfeld, 1912                                                        | Kenia |
| Trioceros serratus                                      | Mertens, 1922                                                          | Kameroen |
| Trioceros sternfeldi                                    | Rand, 1963                                                             | Tanzania |
| Trioceros tempeli                                       | Tornier, 1899                                                          | Tanzania |
| Trioceros werneri                                       | Tornier, 1899                                                          | Tanzania |
| Trioceros wiedersheimi                                  | Nieden, 1910                                                           | Kameroen, Nigeria                                                                                           |